# دویس اپسای

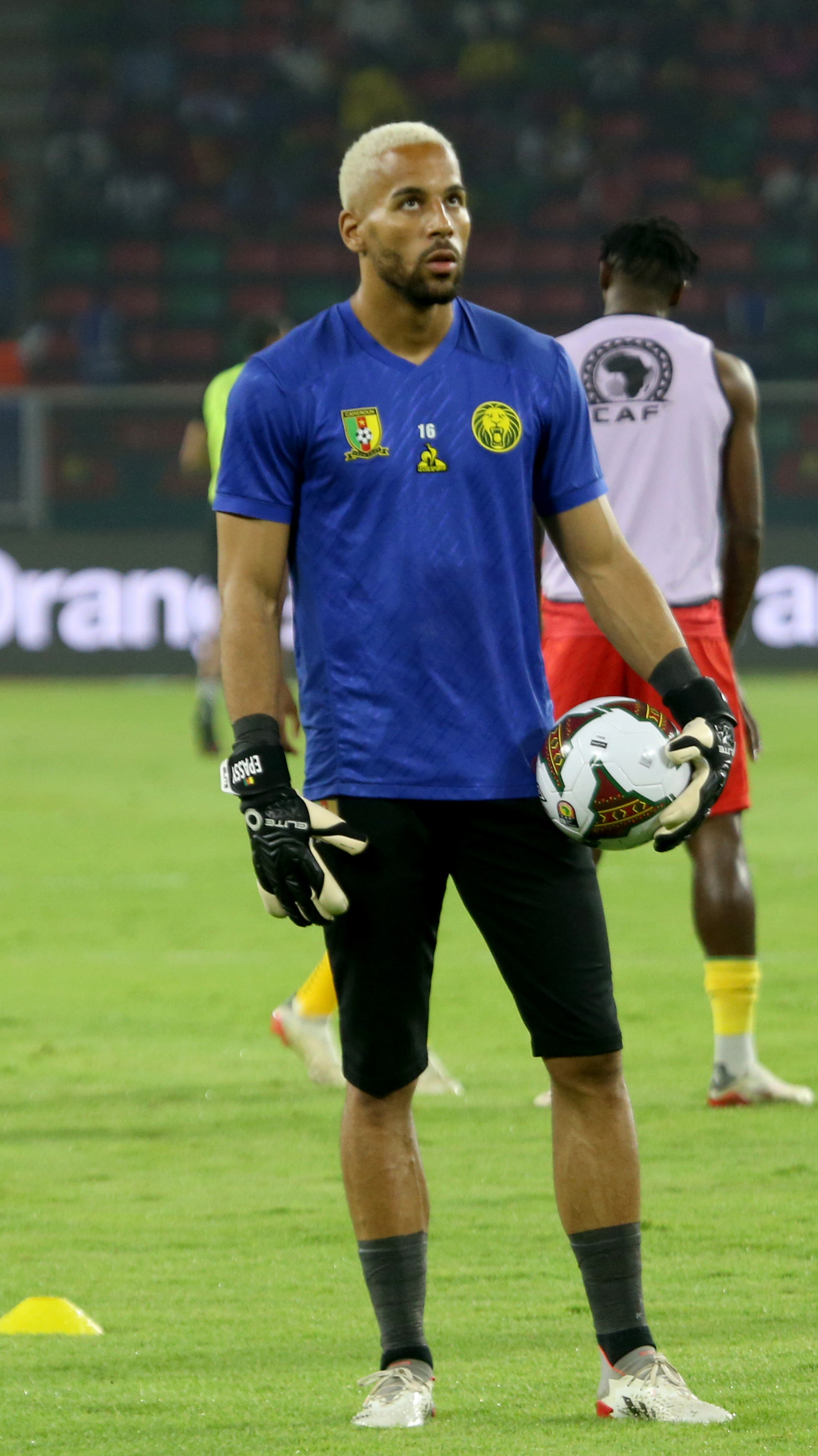
اپسای در سال ۲۰۲۲

دویس راجرز اپسای ام‌بوکا (انگلیسی: Devis Rogers Epassy Mboka؛ زادهٔ ۲ فوریهٔ ۱۹۹۳)، بازیکن فوتبال است که به عنوان دروازه‌بان برای باشگاه کارمیوتیسا در لیگ دسته اول قبرس و تیم ملی کامرون بازی می‌کند.
وی همچنین در تیم ملی فوتبال کامرون بازی کرده است.